# Harper Lee

Firma di Nelle Harper Lee

Nelle Harper Lee (Monroeville, 28 aprile 1926 – Monroeville, 19 febbraio 2016) è stata una scrittrice statunitense.

## Biografia[2]

### I primi anni
Nata a Monroeville in Alabama, era la più giovane di quattro figli. Suo padre, Amasa Coleman Lee, era avvocato, membro della Corte legislativa Statale dell'Alabama e proprietario di parte del giornale locale. La madre, Frances Finch Lee era ammalata e raramente usciva di casa: morì nel 1951. Uno dei suoi più cari amici di infanzia fu Truman Capote (allora conosciuto come Truman Persons). I due amici erano molto diversi, ma entrambi avevano una vita familiare difficile. Truman viveva con i parenti di sua madre in città, pressoché abbandonato dai suoi genitori.

### Studi
Al liceo sviluppò il suo interesse per la letteratura inglese. Dopo il Diploma, nel 1944, frequentò il College femminile Huntingdon di Montgomery. Se ne stava in disparte e si concentrava sui suoi studi e sullo scrivere. Divenne membro della società letteraria e del coro.
Trasferitasi alla University of Alabama, presso Tuscaloosa, partecipò, per un certo periodo, a una associazione femminile universitaria. Inoltre, seguendo la sua vena di scrittrice, contribuì al giornale della scuola e divenne direttrice della sua rivista umoristica Rammer Jammer. 
Nel primo anno di studi universitari fu accettata nella Facoltà di legge. Gli impegni di studentessa di Legge la costrinsero a lasciare il posto di direttrice del Rammer Jammer, ma dopo il primo anno di corso confidò alla famiglia che scrivere, e non fare l'avvocato, era la sua vera aspirazione. Nel 1948 andò alla Oxford University in Inghilterra. L'anno successivo riprese gli studi di Legge, ma li abbandonò dopo il primo semestre e si trasferì a New York per seguire i suoi sogni di scrittrice.

### Trasferimento a New York
Arrivò a New York City nel 1949, a 23 anni. Per diversi anni, lavorò come agente di viaggio per Eastern Airlines e per il British Overseas Air Corp (BOAC). In quella città, si riunì al suo vecchio amico Truman Capote, astro nascente della letteratura del tempo. Fece anche amicizia con il compositore e paroliere di Broadway Michael Martin Brown e con sua moglie Joy.
Nel 1956, i Browns le fecero uno straordinario regalo di Natale: il denaro necessario per consentirle di mantenersi per un anno e scrivere a tempo pieno. I Browns la aiutarono anche a trovare un agente, Maurice Crain, che a sua volta la introdusse in una casa editrice. Harper Lee scrisse una storia ambientata in una cittadina dell'Alabama, quello che sarà il suo capolavoro:  To kill a mockingbird (Il buio oltre la siepe).

### Collaborazione con Truman Capote
Nello stesso anno, Harper Lee unì le forze con quelle del suo vecchio amico Truman Capote per aiutarlo in un reportage commissionatogli dal New Yorker. Capote avrebbe dovuto scrivere a proposito dell'impatto dell'omicidio di quattro membri della famiglia Clutter sulla piccola comunità agricola del Kansas dove vivevano. I due scrittori si recarono nel Kansas per intervistare concittadini, gli amici, i familiari delle vittime e gli investigatori che indagavano sul crimine. Nel ruolo di assistente di Capote, Lee collaborò nelle interviste, vincendo la diffidenza di alcuni degli abitanti del luogo con i suoi modi affabili e senza pretese. 
Durante il loro soggiorno in Kansas, i sospetti assassini dei Clutter, Richard Hickock e Perry Smith, furono catturati a Las Vegas e interrogati. Lee e Capote ebbero la possibilità di intervistare i due accusati dell'eccidio, nel gennaio del 1960.  Poco dopo tornarono a New York. Lei lavorò alle bozze del suo primo romanzo mentre lui iniziò a scrivere le puntate del romanzo-verità In Cold Blood (A sangue freddo). La coppia tornò in Kansas nel mese di marzo per il processo per omicidio. Durante quella primavera, Lee fornì a Capote tutti i suoi appunti sul crimine, sulle vittime, sugli assassini, sulle comunità locali e molto altro.

### Il successo letterario

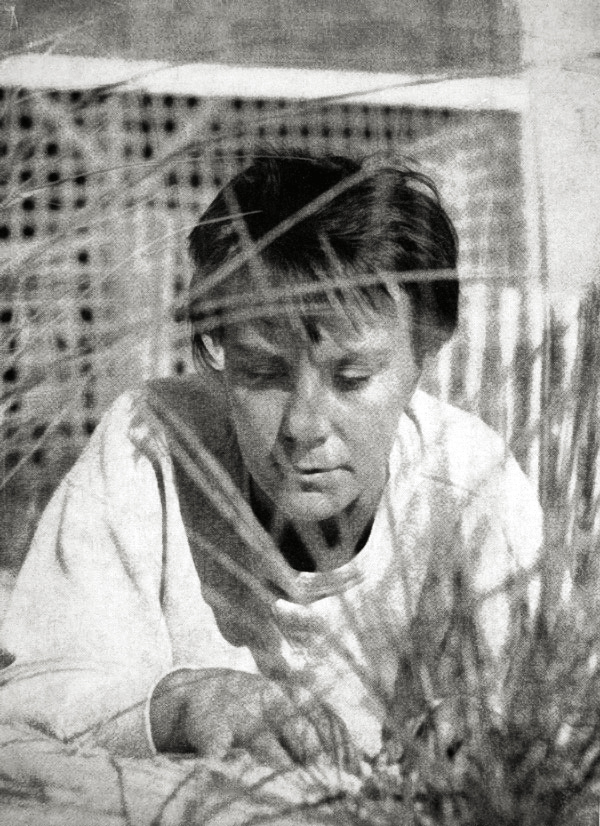
Harper Lee in una fotografia del 1960, scattata dall'amico Truman Capote per la prima edizione di Il buio oltre la siepe

Nel luglio 1960 pubblicò To Kill a Mockingbird, tradotto in italiano con Il buio oltre la siepe, subito accolto nel Book-of-the-Month Club, nonché nella Literary Guild. Una versione condensata apparve sulla rivista Reader's Digest. Il romanzo le valse il premio Pulitzer.
Dal romanzo fu tratto nel 1962 il film omonimo, diretto da Robert Mulligan e prodotto da Alan J. Pakula, che venne premiato con 3 oscar.

### Gli anni successivi
Si dice che a metà degli anni 1960 Lee abbia lavorato a un altro romanzo che non fu mai pubblicato. Certamente continuò ad aiutare Capote, collaborando con lui fino alla ultimazione di A sangue freddo. Il libro di Capote fu finalmente pubblicato nel 1966.
Su richiesta del presidente Lyndon B. Johnson Lee accettò un posto nel Consiglio Nazionale delle Arti. Durante gli anni ‘70 e ‘80, si ritirò quasi completamente dalla vita pubblica. Trascorse questi anni dividendo il suo tempo tra New York e la sua città natale di Monroeville, dedicandosi al progetto di un libro su un serial killer dell'Alabama dal titolo provvisorio "Il reverendo". Questo lavoro, però, non fu mai pubblicato.

### Riconoscimenti ufficiali

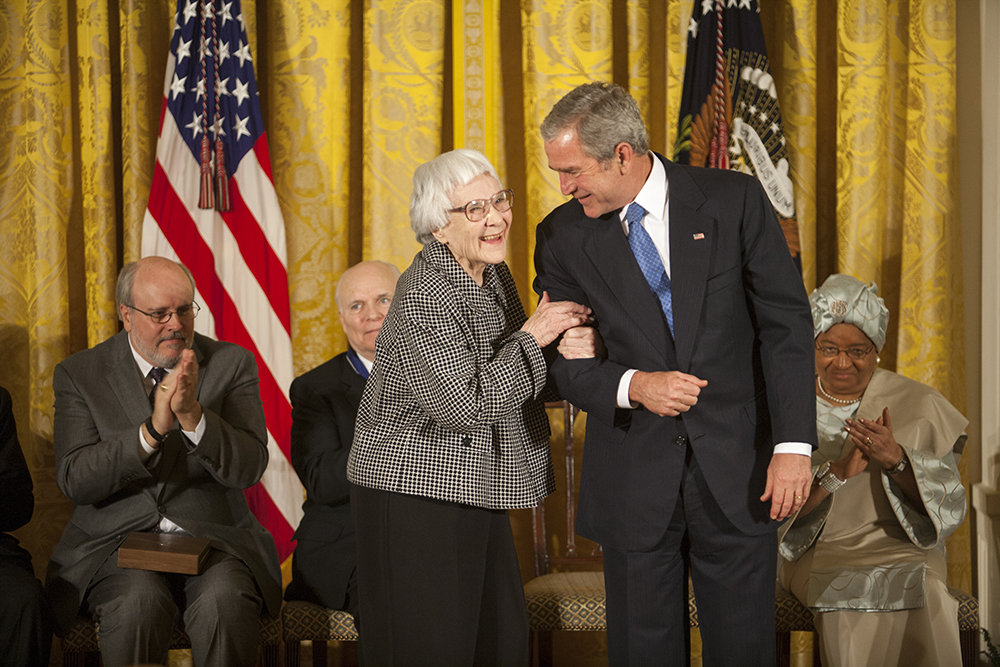
Il Presidente George W. Bush premia Harper Lee con la Medaglia presidenziale della libertà nella East Room della Casa Bianca (Foto di Eric Draper)

Il 5 novembre 2007 la scrittrice fu premiata dal Presidente George W. Bush con la più alta onorificenza civile statunitense, la Medaglia presidenziale della libertà, per il suo primo e più famoso romanzo che, secondo la motivazione del premio: «Ha influenzato il carattere del nostro paese in meglio. È stato un dono per il mondo intero. Come modello di buona scrittura e sensibilità umana questo libro verrà letto e studiato per sempre».

### L'ultimo libro
Il 14 luglio 2015 è uscito, con una tiratura iniziale di 2 milioni di copie, il suo secondo romanzo Va', metti una sentinella pubblicato negli USA da HarperCollins e nel Regno Unito da William Heinneman. Anche se il romanzo appare come il sequel di Il buio oltre la siepe ambientato vent'anni dopo, la scrittrice ha dichiarato di averlo scritto prima.

## Al cinema
Nel 1962 dal suo best seller Il buio oltre la siepe il regista Robert Mulligan trasse l'omonimo film che ottenne otto candidature al premio Oscar.
Nel 2005 il personaggio di Harper Lee venne interpretato dall'attrice Catherine Keener nel film Truman Capote - A sangue freddo di Bennett Miller; nel 2006 dal premio Oscar Sandra Bullock nel film Infamous - Una pessima reputazione.

## Opere
- Romanzi:
  - Il buio oltre la siepe (To Kill a Mockingbird, 1960), traduzione di Amalia D'Agostino Schanzer, Milano, Feltrinelli, 1960. Poi: Milano, Garzanti, 1962. Poi: Torino, Loescher, 1964. Poi: Milano, Euroclub, 1986. Poi: Milano, Feltrinelli, 1993. ISBN 88-07-80459-X Poi: Torino, Loescher, 2009. ISBN 978-88-201-1822-8 Poi: Milano, Feltrinelli, 2011. ISBN 978-88-07-92161-2 Poi: Milano, Feltrinelli, 2014. ISBN 978-88-07-42141-9 Poi: Milano, Mondolibri, 2016. Poi: traduzione di Vincenzo Mantovani, Milano, Feltrinelli, 2017. ISBN 978-88-07-03219-6 Poi: Milano, Feltrinelli, 2019. ISBN 978-88-07-89279-0 Poi: Milano, Feltrinelli, 2020. ISBN 978-88-07-89348-3
  - Va', metti una sentinella (Go Set a Watchman, 2015), traduzione di Vincenzo Mantovani, Milano, Feltrinelli, 2015. ISBN 978-88-07-03159-5 Poi: Milano, Mondolibri, 2016. Poi: Milano, Feltrinelli, 2017. ISBN 978-88-07-89022-2 Poi: Roma, La biblioteca di Repubblica-L'Espresso, 2018.
- Articoli:
  - (EN) Harper Lee, Love—In Other Words, in Vogue, New York, 15 Aprile 1961,  pp. 64-65.[6]
  - (EN) Harper Lee, Open letter to Oprah Winfrey, in O, The Oprah Magazine, New York, Hearst Communications, 7 Maggio 2006.[7]

## Premi e onorificenze
Premio Pulitzer 1961 per il romanzo To kill a Mockingbird (Il buio oltre la siepe) del 1960